# Dalea carthagenensis
Dalea carthagenensis là một loài thực vật có hoa trong họ Đậu. Loài này được (Jacq.) J.F.Macbr. miêu tả khoa học đầu tiên.